# Thank You for Not Morphing
«Thank You for Not Morphing» es un capítulo de la serie Charmed emitida por la WB en EE. UU.

## Sinopsis
Los vecinos de las Halliwell esconden un oscuro secreto. Saben quienes son Las Hechiceras y lo que sus poderes significan. Estos inmundos demonios Cambiaformas, tienen la habilidad de cambiar su forma externa cuando les apetece. Con el aspecto de un perro uno de ellos entra en la casa para robar el Libro de las Sombras, pero es descubierto por Prue. Además, Víctor, el padre de Piper, Phoebe y Prue llega a San Francisco e intenta contactar con ellas por medio de esta última, que le reprocha su ausencia durante tanto tiempo fuera de sus vidas. En cambio Piper y Phoebe le dan una oportunidad y deciden ir a la cena que él les propone para recuperar el tiempo perdido. Durante la cena se descubren los verdaderos planes de su vuelta, que no son, ni más ni menos que robar el Libro de las Sombras para que sus hijas pierdan sus poderes con el fin de protegerlas. Las tres se enfadan con él y le explican que sus poderes son parte de ellas y que no renunciarán a ellos. Los tres demonios siguen con la intención de robar el libro. Uno de ellos toma el aspecto de Víctor pero las hermanas descubren al impostor y él y sus compinches son aniquilados con un hechizo destructor que Phoebe leyó en el libro. Finalmente, aparece Leo Wyatt...

## Títulos internacionales
- Francés: Au nom du père
- Alemán: Die Formwandler
- Italiano: L'anello magico
- Inglés: Thank You for Not Morphing

- Datos: Q774267